# 白雀 (高昌)
白雀是一個與高昌國有關的年号。此白雀年號為高昌本身之年號或奉後秦之年號則仍然待考。
1928年黃文弼在吐魯番地區考察時，從哈拉和卓當地居民購得一大一小殘紙兩件，他將這兩件殘紙拼接一起並做了釋文，稱之為《白雀元年物品清單》。黃推測此清單可能是後秦白雀年間北地難民或商人攜來至高昌以備地方官吏查詢。後來的學者如史樹青、吳震、王素等也將之歸於後秦年號。由於河西及高昌地區當時奉行前秦建元年號，由建元十二年使用至二十二年（376-386），姚萇與西域尚未發生關係，故馬雍認為此衣物券並非來自外地，而後秦在白雀元年內，姚萇的活動範圍僅限於今陝西省中部的銅川至彬縣一帶，屬於後秦的年號可能性較小，「白雀」可能是屬於闞伯周至馬儒之間（461-498）某個政權的年號；侯燦認為闞氏高昌前期（461-465年）可能使用「白雀」或「龍興」年號。

## 白雀元年隨葬衣物疏
故紺綪……

故紺綪結髮……

故絹覆面二……

故碧□一……

故木梳一枚……

故絹衫一領……

故絹小裙……

故絹大裙一……

故絹被一……

故雜綠……

絲五十斤……

故兔毫五百束……

白雀元年九月八日，……□歸嵩里。

條衣裳……行，不得留難。

時見：左〔青龍，右白虎，前朱〕雀，後玄武。

……領。

……二枚。

……銅錢全副。

## 深入閱讀
- 施新榮. . 歐亞學研究網.   [2006-01-15]. （原始内容存档于2004-07-16）.